# Agoué
Agoué è un arrondissement del Benin situato nella città di Grand-Popo (dipartimento di Mono) con 10.730 abitanti (dato 2006).